# 모정 (1983년 영화)
"모정"은 한국에서 제작된 김준식 감독의 1983년 영화이다. 최희정 등이 주연으로 출연하였고 김용덕 등이 제작에 참여하였다.

## 출연

### 주연
- 최희정
- 김태성
- 이민철
- 강영민

## 기타
- 조명: 강광희
- 녹음: 김성찬